# Татаринцев, Александр Владимирович
Александр Владимирович Тата́ринцев (род. 13 марта 1990 года, Ставрополь) — российский гандболист, полусредний исландского клуба «Хёрдюр». Играл за клубы России, Испании, Польши, Швеции. Выступал за сборную России в товарищеских матчах. Один из самых высоких гандболистов в истории сборной России.

## Карьера

### Клубная карьера
Начинал карьеру в ставропольском клубе «Динамо-Виктор». 
В 2012 году стал игроком испанского клуба «Адемар Леон». 
В 2014 году перешёл в польский клуб «Гурник» Забже, за который играл два сезона. Сезон 2016/17 провёл в шведском «Кристианстад», где не смог стать основным игроком. В 2017 году вернулся в «Гурник», за который играл ещё три сезона. 
Летом 2020 года 30-летний Татаринцев вернулся в «Виктор». При этом его переход пытался оспорить клуб «Донские казаки — ЮФУ», но решение было принято в пользу «Виктора». За «Виктор» играл до 2022 года, из-за травм не смог стать основным игроком. Летом 2022 года покинул клуб.
В январе 2023 года подписал контракт с исландским клубом «Хёрдюр» из Исафьордюра.

## Статистика
Статистика Александра Татаринцева.
| Сезон        | Клуб         | Лига             | Матчи | Голы | 7-метр | Голы |
| ------------ | ------------ | ---------------- | ----- | ---- | ------ | ---- |
| 2012/13      | Адемар Леон  | Liga ASOBAL      | 11    | 39   | 1      | 38   |
| 2012/13      | Адемар Леон  | Liga ASOBAL      | 30    | 111  | 3      | 108  |
| 2014/15      | Гурник Забже | Чемпионат Польши | 27    | 86   | 0      | 86   |
| 2015/16      | Гурник Забже | Чемпионат Польши | 26    | 89   | 0      | 89   |
| 2016/17      | Гурник Забже | Чемпионат Польши | 18    | 69   |        |      |
| 2017/18      | Гурник Забже | Чемпионат Польши | 27    | 88   |        |      |
| 2018/19      | Гурник Забже | Чемпионат Польши | 21    | 48   |        |      |
| 2014-по н.в. | Итого        | Чемпионат Польши | 119   | 390  |        |      |